# Ruská Poruba
Ruská Poruba es un municipio del distrito de Humenné en la región de Prešov, Eslovaquia, con una población estimada a final del año 2024 de 205 habitantes.
Se encuentra ubicado al sureste de la región, cerca de los ríos Cirocha y Laborec (cuenca hidrográfica del río Tisza) y de la frontera con la región de Košice.

## Demografía
| Año        | 1994 | 2004    | 2014     | 2024     |
| ---------- | ---- | ------- | -------- | -------- |
| Población  | 276  | 286     | 238      | 205      |
| Diferencia |      | +3,62 % | −16,78 % | −13,86 % |

| Año        | 2023 | 2024    |
| ---------- | ---- | ------- |
| Población  | 199  | 205     |
| Diferencia |      | +3,01 % |